# Кузьминка (Благоварский район)
Кузьминка (баш. Кузьминка) — упразднённый посёлок в Благоварском районе Республики Башкортостан России.
Входила в состав Дмитриевского сельсовета. 

## История
На 1969 год Кузьминка входила в Алкинский сельсовет. 
Упразднена Законом № 211-з от 20 июля 2005 года «О внесении изменений в административно-территориальное устройство Республики Башкортостан в связи с образованием, объединением, упразднением и изменением статуса населённых пунктов, переносом административных центров»

 ст.1

4. Упразднить следующие населенные пункты:

12) в Благоварском районе:

поселок Кузьминка Дмитриевского сельсовета

## Население
На 1 января 1969 года проживали 54 человека; преимущественно русские.

## География

### Географическое положение
Расстояние до (на 1 января 1969):
- районного центра (Языково): 20 км,
- центра Алкинского сельсовета (1-е Алкино): 1 км,
- ближайшей ж/д станции (Буздяк): 25 км.